# Episcada hemixanthe
Espèce
Episcada hemixanthe est une espèce de lépidoptères (papillons) de la famille des Nymphalidae, de la sous-famille des Danainae et du genre Episcada.

## Dénomination
Episcada hemixanthe a été décrit par Cajetan Freiherr von Felder et Rudolf Felder en 1865 sous le nom initial d' Ithonia hemixanthe.

## Description
Episcada hemixanthe est un papillon à l'abdomen mince, aux ailes à apex arrondi avec les ailes antérieures beaucoup plus longues que les ailes postérieures et à bord interne concave. Les ailes sont transparentes avec de très fines veines marron et une bordure marron.

## Écologie et distribution
Episcada hemixanthe est présent au Brésil.

### Protection
Pas de statut de protection particulier.